# FreeMind
FreeMind（フリーマインド）は、PC上でマインドマッピングのための無料のソフトウェアである。アイデアプロセッサ（アウトラインプロセッサ）の一種である。
GPL下でソースコードが公開されているオープンソースソフトウェアである。
Javaで書かれたソースのほかに、バイナリ形式で、Windows版、macOS版、Linux (Ubuntu, Debian, SuSE) 版が公開されている。
FreeMind（フリーマインド）には描画機能がないため、厳密にはマインドマッピングツールというよりもアイデアプロセッサ（アウトラインプロセッサ）に近い。描画機能がない分、他のマインドマッピングソフトに比較して、動作が非常に軽く、低速なマシンでもストレスなく動作する。マインドマッピングソフトは情報量が増えると動作が重くなるものが多いが、FreeMindは情報量が増えても動作に影響が少ないのが特長である。
バージョン0.9.0から、属性、フィルター、タブ、ノートなどの機能が追加され、アイデアプロセッサ（アウトラインプロセッサ）の機能が強化されている。
2016年頃より開発が止まっており、macOS Mojaveなど最新のOSでは動かない。2007年にFreeMindからフォークしたFreeplaneが後継に当たり、FreeMind用ファイルの後方互換性を持つ。

## バージョン
- 0.6.7 — 2003年10月25日リリース。アイコンの導入。
- 0.7.1 — 2004年2月15日リリース。 雲と矢印によるリンク、 自動保存とバックアップ機能を導入。
- 0.8.0 — 2005年9月6日リリース。取り消し機能、PNG、JPEGへの書き出し、PDF、SVGへの書き出し、ノードの自由配置を導入。
- 0.8.1 — 2008年2月27日リリース。バグフィックスリリース。FreeMind 0.8.0以前のバージョンは、OSやJavaのアップデートに対応していないため、最新のコンピュータ環境では不具合がおきやすい。
- 0.9.0 — 2011年2月14日リリース。属性（ラベル機能）、フィルター、検索と置換、タブ、ノート、ノードやノートのリッチテキスト編集、矢印キーによるノードの移動などの新機能の追加、アイコンの増加、Flashブラウザなどへのエクスポート機能の追加など。日本語版ヘルプを収録。
- 1.0.0 — 2013年10月16日リリース。クローン機能、コラボレーション機能、位置情報（地図データ）の埋め込み機能を収録。
- 1.0.1 — 2014年4月12日リリース。クローン機能の一部改良のみで、1.0.0のバグ修正版。ただし、1.0.1からファイルのアイコンが正常に表示されないという新たなバグが発生している。

## 特長
- 軽い。描画機能が無いぶん動作が非常に軽く、長期の家系図等の取り扱う時空（時間と空間）の範囲が広く記述量が大きい資料でも、スペックの低いPC上で、軽快に動作する。
- 枝の折り畳み。
- HTML、XHTML、PNG、JPEG、SVG、PDF、Flashへの書き出し。
- アイコンをノードに加えることができる。
- 枝の周りに雲を描くことができる。
- ノードの間をつなぐグラフィカルなリンクを描くことができる。
- 一本の枝に限定して検索を行うことができる。
- ウェブおよびファイルへのハイパーリンクをノードに張ることができる。
- 枝、ノード、雲、にカラーを適用することができる。

### FreeMind 0.9.0の特長
- 属性
  - ノードにラベルをつける機能。議事録やプロジェクト管理に使える。例えば、「発言者」というラベルを設け、ノードごとに発言者のラベルをつけて発言者名を書き込むことで、議事録になる。
- フィルター
  - 特定条件のノードだけを表示させる機能。例えば、特定のアイコンをつけたノードだけを表示させる、特定の属性(ラベル)をつけたアイコンだけを表示させることができる。議事録やプロジェクト管理に使える。
- 検索と置換
  - 特定条件のノードを抽出したり、ノード内のテキストを置換したりできる機能。特定条件のノードをリスト表示して、キーワード順、アイコン順、作成日時順などにソートすることができる。複数の人でファイルを更新している場合に重宝する。
- タブ
  - 複数のFreeMindファイルをタブで切り替える機能。
- ノート
  - ノードに対するメモをマップの外側のウィンドウに書ける機能。PowerPointのノート機能に似ている。端的に表現しきれない長いコメントを書き込みたいときに重宝する。
- リッチテキスト編集
  - ノードやノートをリッチテキストで加工できる。HTMLのうち書式設定に関するタグが扱える。
- 矢印キーによるノードの移動
  - Ctrl＋矢印キーでノードを移動することができる。ノードの編集（F2キー）と組み合わせてマウスを使わずキーボードだけで入力することができる。

## 使用目的の例
- 家系図：長期に渡る・極めて複雑な家系図も記述できる。（例）記紀の天皇家の家系図、等
- プロジェクト管理：末端の仕事の状況まで含んで、プロジェクトの経過、進行状況を記録する。
- 必要なファイル、実行ファイル、情報源へのリンクを取り込んで、計画を立案する。
- Googleなどを利用してインターネットで調べものをする際の記録に。
- ナレッジベースとして、短いものから中程度のノートをまとめるために。
- エッセイを執筆したり、ブレインストーミングを行うために。
- 構造を有するものについて小規模なデータベースを作る。検索機能が限られているのが難点だが、例えば外付けハードディスクドライブや作成したDVD-Rのデータのファイル目録（ディレクトリ構造のインポート機能がある）、小規模な住所録や、レシピ、医療記録などに利用できる。
- コメントつきのインターネットのブックマーク集として。

## 関連するソフトウェア
- マインドマップソフトウェア一覧（英語）

### 類似するマインドマッピングソフトウェア
- Freeplane FreeMindから派生したオープンソースのマインドマッピングソフトウェア。更新が不定期なFreeMindに対して、Freeplaneは定期的な更新を目指して開発されている。
- XMind 香港のXMind社が開発しているオープンソースのマインドマッピングソフトウエア。マインドマップ以外の形式のツリー図も書ける。FreeMindでいうノード、線、矢印、アイコンの種類が豊富。また、XMindのサイトにマップをアップロードして共有できる点が特長。FreeMindとの互換機能はあるが、不具合が多い。その代わりにコピー・アンド・ペーストが利く。オープンソース版は無料。商用版は有料。
- MindManager MindJet社が開発しているマインドマッピングソフトウェア。図式のパターン、テンプレート、他のソフトウェアとの連携機能、プロジェクトマネジメントに関する機能が充実している。FreeMindからのインポートが可能。FreeMindはMindManagerのファイルをインポートできるので、実質的に互換性がある。有料。
- iMindMap マインドマップの開発者トニー・ブザン公認のマインドマッピングソフトウェア。まるで手書きのような抜群の描画・表現性能が特長。有料。
- MindMeister ブラウザでマインドマップが書けるオンラインマインドマッピングサービス。マップのデザインは、xMind、MindManagerに近い。複数の人が同時に一つのマップを編集できる機能が特長。機能限定版は無料。商用版は有料。
- EasyStep ブラウザでマインドマップが書けるオンラインマインドマッピングサービス。iMindMapに迫る描画・表現性能が特長。FreeMindとの互換性はない。無料。

### FreeMind互換のiPhoneアプリケーション
- iThoughts iPhone用マインドマップ作成アプリ。FreeMindとのインポート/エクスポートの双方に対応している。有料。